# Misanteca camara
Misanteca camara là loài thực vật có hoa trong họ Nguyệt quế. Loài này được (R.H. Schomb.) Lundell miêu tả khoa học đầu tiên năm 1969.